# Christian Frütel
Christian Frütel (* 28. Dezember 1969 in Tegernsee) ist ein ehemaliger Eishockeytorwart. Nach seiner Karriere war er als Eishockeytrainer aktiv.

## Karriere
Frütel begann beim EC Bad Tölz, bevor er 1991 zur Düsseldorfer EG wechselte und bis 1994 zweiter Torwart von Helmut de Raaf war. Besonders bemerkenswert war die Saison 1992/1993, als sich de Raaf im vierten Finalspiel um die deutsche Meisterschaft gegen den Kölner EC verletzte und Frütel auch im fünften und letzten Spiel eingesetzt wurde. Nicht zuletzt durch Frütels Leistung konnte das Finale und die vierte deutsche Meisterschaft in Folge gewonnen werden.
Zur Saison 1994/95 wechselte er zu den Mad Dogs München, für die er in der DEL drei Spiele machte. Noch während der Saison wechselte er zurück zum EC Bad Tölz in die 1. Eishockey-Liga. Von 1995 bis 1997 spielte er beim direkten Ligakonkurrenten Heilbronner EC, bevor er noch ein Jahr eine Spielklasse tiefer beim TEV Miesbach war. Später folgten noch ein paar Einsätze in den Regionalligen beim ESC Holzkirchen und dem EC Pfaffenhofen.

## Nationalmannschaft
Im Jahr 1992 machte Frütel vier Spiele für die Nationalmannschaft beim Iswestija Cup.

## Trainer
Von 2015 an war Frütel als Trainer beim ESC Holzkirchen in der Eishockey-Bezirksliga Bayern tätig, ab der Saison 2018 als Cheftrainer. Ende 2019 musste er aus gesundheitlichen Gründen zurücktreten.